# Äthiopisch-eritreische Beziehungen
Die Äthiopisch-eritreischen Beziehungen sind das zwischenstaatliche Verhältnis zwischen Äthiopien und Eritrea. Beide Länder verbindet eine lange gemeinsame Geschichte und zahlreiche kulturelle Gemeinsamkeiten. Im 19. Jahrhundert wurde Eritrea von Italien erobert und schied aus dem Kaiserreich Abessinien aus. Nach dem Zweiten Weltkrieg wurde Eritrea mit Äthiopien wiedervereinigt, wobei sich Kaiser Haile Selassie nicht an sein Autonomieversprechen gegenüber Eritrea hielt, was einen langwierigen Aufstand gegen die äthiopische Herrschaft auslöste. Nach einem militärischen Sieg der Eritreischen Befreiungsfront (ELF) musste Äthiopien 1993 die Abspaltung Eritreas anerkennen, wodurch es zu einem Binnenstaat wurde. Nach anfangs kooperativen Beziehungen brachen bald Spannungen aus und zwischen 1998 und 2000 kam es zu einem Krieg zwischen beiden Staaten um den Verlauf der gemeinsamen Grenze. Erst 2018 erkannte Äthiopien den von einem Schiedsgericht 2002 festgelegten Grenzverlauf an. Dadurch konnte ein Friedensabkommen abgeschlossen und diplomatische Beziehungen wieder aufgenommen werden.

## Geschichte

### Frühe Beziehungen

Einflussgebiet des Reich von Aksum

Die Gebiete des heutigen Äthiopien und Eritrea waren bereits im Altertum eng verbunden. Im antiken Reich von Aksum, das vom 1. Jahrhundert n. Chr. bis ins Frühmittelalter existierte, umfasste das Herrschaftsgebiet Teile beider Länder. Im Hochland des heutigen Eritrea bestand ab dem 15. Jahrhundert das Königreich Medri Bahri (Bahri Negasi), das als christlich geprägter Vasallenstaat zeitweise eine große Autonomie gegenüber dem Kaiserreich Abessinien genoss. Gleichzeitig unterstanden die eritreischen Küstenregionen ab dem 16. Jahrhundert lange Zeit fremden Mächten: Das Osmanische Reich besetzte die Hafenstadt Massawa und kontrollierte mit Unterbrechungen über drei Jahrhunderte die Inseln und Küsten des Roten Meeres. Im 19. Jahrhundert dehnten auch ägyptische Truppen ihren Einfluss auf Eritrea aus, wurden jedoch 1875 von einer äthiopischen Armee am Mareb-Fluss besiegt. Gegen Ende des 19. Jahrhunderts geriet Eritrea in den Fokus kolonialer Bestrebungen Italiens. Die italienische Schifffahrtsgesellschaft Rubattino erwarb ab 1869 das Küstengebiet um Assab, das 1882 in den Besitz des italienischen Staates überging. 1885 besetzten italienische Truppen die Hafenstadt Massawa und begannen von dort die schrittweise Eroberung des eritreischen Hinterlandes.

### Kolonialzeit

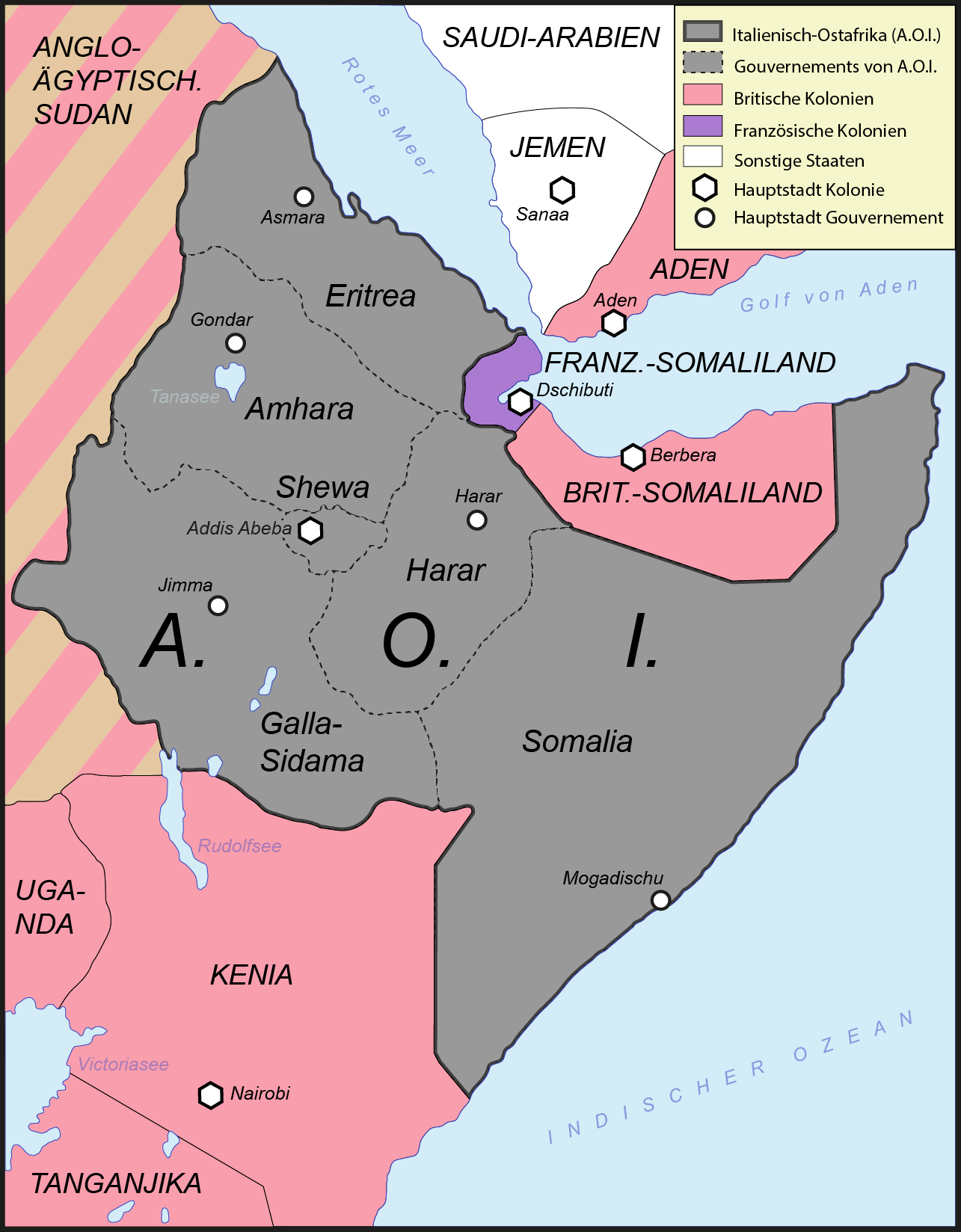
Italienisch-Ostafrika (1936)

Die Ausbreitung Italiens am Horn von Afrika führte zum Konflikt mit dem Kaiserreich Abessinien (dem damaligen Äthiopien). Kaiser Yohannes IV. leistete zunächst Widerstand, doch sein Nachfolger Menelik II. erkannte im Vertrag von Wuchale 1889 die italienische Herrschaft über die Gebiete nördlich des Mereb-Flusses an. Als italienische Truppen versuchten, von Eritrea aus weiter nach Abessinien vorzudringen, wurden sie am 1. März 1896 in der Schlacht von Adua von Meneliks Armee entscheidend geschlagen. Im Frieden von Addis Abeba 1896 bestätigte Italien die Unabhängigkeit Abessiniens, während Menelik II. im Gegenzug die koloniale Abtrennung Eritreas anerkannte. Im Oktober 1935 startete das faschistische Italien von Eritrea und Italienisch-Somaliland aus eine Invasion in das unabhängige Äthiopien. Äthiopien wurde 1936 besiegt und dem neu geschaffenen italienischen Italienisch-Ostafrika einverleibt. Diese Vereinigung war jedoch kurzlebig: Im Verlauf des Zweiten Weltkriegs eroberten britische Truppen im Jahr 1941 sowohl Eritrea als auch Äthiopien und beendeten die italienische Herrschaft über beide Länder. Eritrea kam anschließend unter britische Militärverwaltung. Nach Ende des Zweiten Weltkriegs kam es zu Diskussionen über die Zukunft Eritreas, wobei die Vorschläge von einer Integration in den äthiopischen Staat bis zur vollständigen Unabhängigkeit reichten.

### Eritrea als Provinz Äthiopiens
Am 2. Dezember 1950 fasste die UN-Generalversammlung in einer Abstimmung den Beschluss, Eritrea mit Äthiopien zu föderieren. Diese Föderation trat 1952 in Kraft, wodurch Eritrea eine autonome Provinz mit eigenem Parlament wurde. Die Autonomie wurde jedoch schrittweise ausgehöhlt: Kaiser Haile Selassie hob in den Folgejahren wichtige föderale Bestimmungen auf. Am 14. November 1962 beschloss das äthiopische Parlament einseitig die Auflösung der Föderation, und Eritrea wurde formell als Provinz Äthiopiens annektiert. Bereits zuvor hatte sich Widerstand gegen die Eingliederung geregt: 1960 begann die Eritreische Befreiungsfront (ELF) einen bewaffneten Guerillakrieg gegen die äthiopische Herrschaft. In den folgenden Jahrzehnten eskalierte der Konflikt zu einem langwierigen Unabhängigkeitskrieg. Nach dem Sturz Haile Selassies 1974 führte auch die marxistische Derg-Regierung in Addis Abeba den Krieg gegen eritreische Rebellen mit großer Härte weiter. Verschiedene Befreiungsbewegungen (ab 1970 vor allem die Eritreische Volksbefreiungsfront (EPLF) unter Isaias Afwerki) kontrollierten zeitweise weite Landesteile. Schließlich errangen die eritreischen Unabhängigkeitskämpfer 1991 einen vollständigen militärischen Sieg. Die EPLF eroberte im Mai 1991 die Hauptstadt Asmara, womit Eritrea faktisch unabhängig wurde.

### Sezession Eritreas

Provinz Eritrea in Äthiopien

Nach der militärischen Befreiung Eritreas wurde die formelle Loslösung von Äthiopien vorbereitet. Im April 1993 stimmten die Eritreer in einem von den Vereinten Nationen überwachten Referendum mit überwältigender Mehrheit (99,8 %) für die Unabhängigkeit. Am 24. Mai 1993 wurde Eritrea offiziell als souveräner Staat gegründet und international anerkannt. Äthiopiens Übergangsregierung unter Meles Zenawi akzeptierte das Referendumsergebnis und nahm sofort diplomatische Beziehungen zum neuen Staat auf. In den ersten Jahren nach der Abspaltung waren die bilateralen Beziehungen freundschaftlich. Die in Äthiopien regierende Volksbefreiungsfront von Tigray (TPLF) und die Militärregierung in Eritrea waren ehemalige Bündnispartner im Kampf gegen die Derg-Diktatur gewesen und schlossen Abkommen über wirtschaftliche Zusammenarbeit. Äthiopien, das nun keinen eigenen Zugang zum Meer mehr besaß, nutzte weiterhin die eritreischen Häfen Assab und Massawa für seinen Außenhandel. Mitte der 1990er Jahre traten jedoch schwelende Spannungen zutage. Unstimmigkeiten über Handel, Währung und den exakten Grenzverlauf belasteten das Verhältnis. 1997 führte Eritrea eine eigene Währung ein, was zu wirtschaftlichen Konflikten mit Äthiopien führte. Im Mai 1998 eskalierten Grenzzwischenfälle in der Region Badme zu einem offenen militärischen Konflikt zwischen beiden Staaten.

### Äthiopisch-eritreischer Krieg

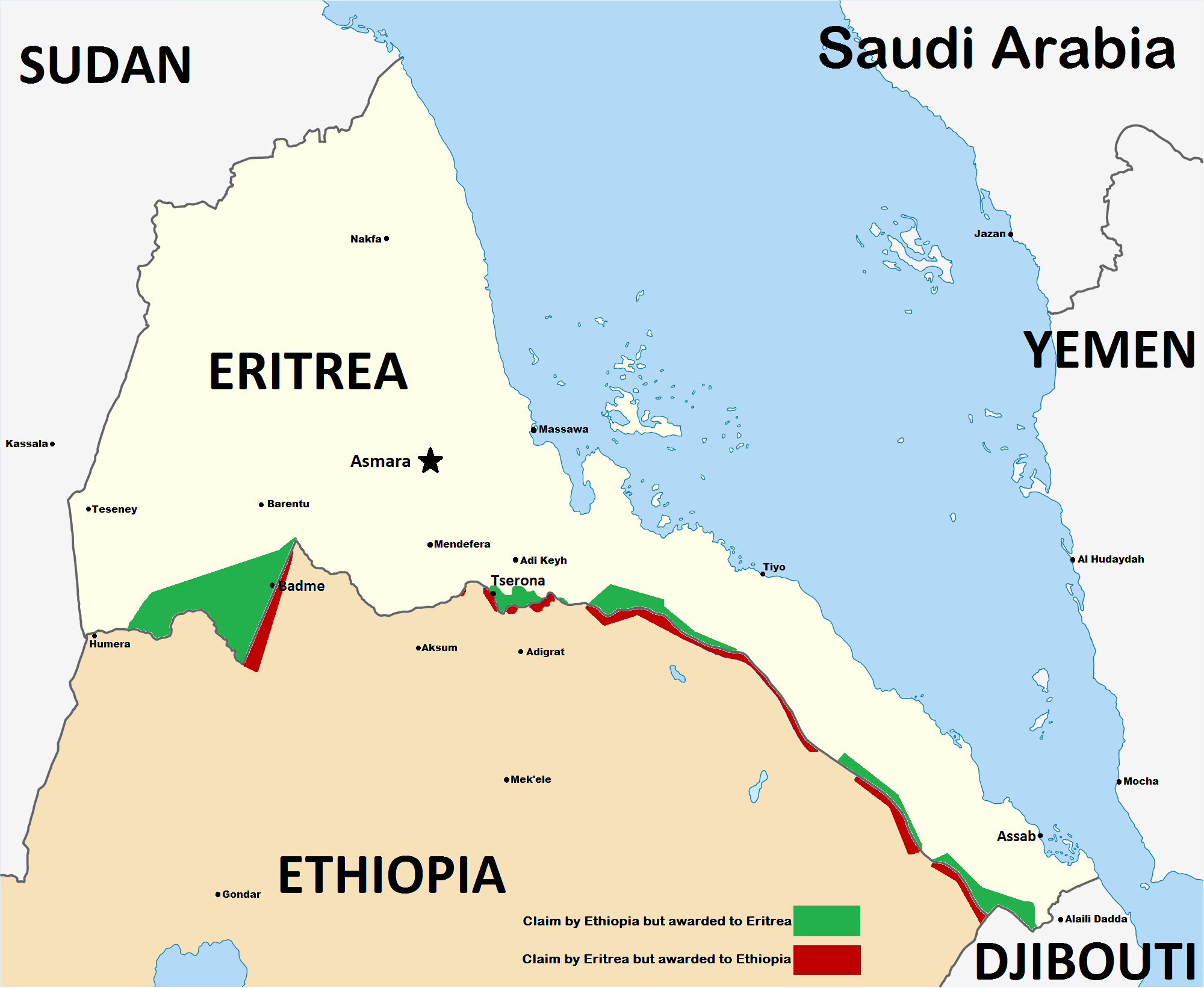
Grenzkonflikt mit umstrittenen Grenzregionen

Der eritreisch-äthiopische Grenzkrieg von 1998 bis 2000 war einer der blutigsten Konflikte in Afrika seit dem Ende des Kalten Krieg. Im Verlauf von zwei Jahren intensiver Kämpfe wurden Schätzungen zufolge etwa 70.000 bis 80.000 Menschen getötet. Der Krieg begann mit Gefechten um die umstrittene Grenzstadt Badme und weitete sich entlang der gesamten Grenze aus, wobei um weitgehend wertloses und trockenes Land erbittert gekämpft wurde. Im Dezember 2000 beendete das Abkommen von Algier unter Vermittlung der Afrikanischen Union offiziell die Kampfhandlungen. Beide Seiten verpflichteten sich zur Anerkennung einer unabhängigen Grenzschiedskommission. Zur Überwachung des Waffenstillstands stationierten die Vereinten Nationen eine Friedensmission (UNMEE) in der Pufferzone zwischen Eritrea und Äthiopien. Im April 2002 legte die Eritrea-Äthiopien Grenzkommission (EEBC) einen verbindlichen Grenzverlauf fest, der Badme Eritrea zusprach. Äthiopien weigerte sich allerdings, die Entscheidung anzuerkennen. Dadurch blieb die Grenze ungeklärt, und das Friedensabkommen wurde nur unvollständig umgesetzt.

### Kalter Frieden zwischen beiden Seiten
In den Jahren 2000 bis 2018 verharrten beide Länder in einem Zustand feindschaftlicher Beziehungen, ohne formellen Friedensschluss. Alle diplomatischen Verbindungen waren abgebrochen, Grenzübergänge geschlossen und Telefon- sowie Postverbindungen unterbrochen. Beide Regierungen hielten umfangreiche Truppen an der Grenze stationiert und bereiteten sich jahrelang auf eine mögliche Wiederaufnahme der Kämpfe vor. Immer wieder kam es zu kleineren Scharmützeln. Eritrea warf Äthiopien vor, den verbindlichen Grenzentscheid zu missachten, während Äthiopien der eritreischen Führung vorhielt, durch Unterstützung von Rebellenbewegungen die Region zu destabilisieren. So verhängte der UN-Sicherheitsrat 2009 Sanktionen gegen Eritrea, weil das Land beschuldigt wurde, Aufständische in Somalia und Äthiopien zu unterstützen. In Asmara wiederum beherbergte die eritreische Regierung äthiopische Oppositionelle. Auch jenseits der Grenze von Tigray blieb das Verhältnis extrem gespannt: Der autoritär regierende eritreische Präsident Isaias Afwerki betrachtete die äthiopische Regierungspartei (bis 2018 dominiert von der TPLF) als Erzfeind.

### Friedensabkommen von 2018

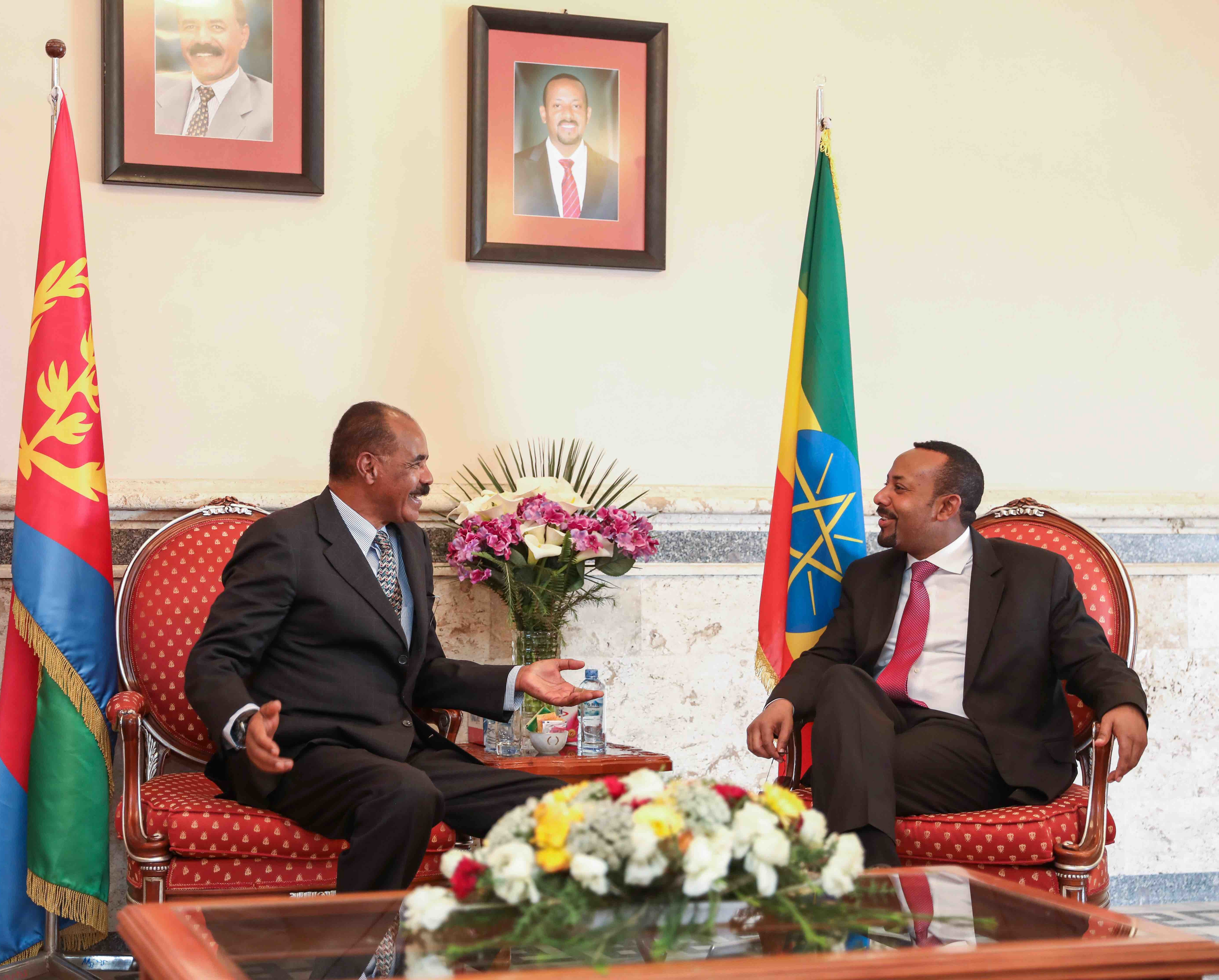
Isayas Afewerki und Abiy Ahmed (2019)

Im Jahr 2018 kam es dann zu einem historischen Durchbruch in den Beziehungen. Nach einem Führungswechsel in Addis Abeba erklärte der neue äthiopische Premierminister Abiy Ahmed im Juni 2018 überraschend die volle Anerkennung des Grenzschlusses von 2002 und kündigte an, alle umstrittenen Gebiete – einschließlich Badme – an Eritrea zurückzugeben. Daraufhin entspannte sich das Verhältnis beider Länder rapide. Im Juli 2018 trafen sich Abiy Ahmed und Isaias Afwerki persönlich und unterzeichneten eine gemeinsame Erklärung, die den Kriegszustand offiziell für beendet erklärte. Innerhalb weniger Monate wurden Telefonverbindungen wieder eingerichtet, Direktflüge zwischen den Hauptstädten aufgenommen und mehrere Grenzübergänge nach 20 Jahren erstmals wieder geöffnet. Familien, die seit dem Krieg getrennt waren, konnten sich nun wieder besuchen. Äthiopien und Eritrea nahmen diplomatische Beziehungen auf und vereinbarten eine Zusammenarbeit bei der Nutzung der eritreischen Häfen am Roten Meer. Für seine Initiative zum Frieden mit Eritrea erhielt Abiy Ahmed 2019 den Friedensnobelpreis.

### Neue Spannungen durch den Tigray-Krieg
Die Annäherung zwischen Asmara und Addis Abeba war jedoch nicht frei von Rückschlägen. Ab 2020 erschütterte ein neuer Bürgerkrieg die äthiopische Region Tigray, dessen Führungsclique (die TPLF) zum Erzrivalen Eritreas geworden war. Eritreische Truppen intervenierten im Tigray-Krieg auf Seiten der äthiopischen Zentralregierung und kämpften mit großer Härte gegen die TPLF. Der Konflikt endete im November 2022 mit einem Friedensabkommen (Pretoria-Abkommen) zwischen der äthiopischen Regierung und der TPLF – allerdings ohne Beteiligung Eritreas. Eritreas Afwerki lehnte das Friedensabkommen ab und fühlte sich hintergangen, was zu neuen Konflikten mit Addis Abeba führte. Eritrea begann nun bewaffnete Rebellen in Amhara aufzurüsten, was die Spannungen mit der äthiopischen Regierung verstärkte. Abiy Ahmed verkündete zudem wiederholt öffentlich wieder nach einem direkten Zugang zum Meer für Äthiopien zu streben, was in Asmara als Bedrohung aufgefasst wurde, wodurch beide Länder 2024/25 wieder an den Rand eines bewaffneten Konfliktes gerieten. Im Februar 2025 verbot Eritrea Ethiopian Airlines Flüge nach Asmara und führte eine militärische Mobilmachung durch.

## Streitpunkte
Die Beziehungen zwischen Eritrea und Äthiopien waren von mehreren Streitpunkten geprägt, die immer wieder zu Konflikten führten:
- Grenzziehung: Der Verlauf der gemeinsamen Grenze war seit Eritreas Unabhängigkeit umstritten. Insbesondere die Kleinstadt Badme wurde von beiden Seiten beansprucht und war Auslöser des Kriegs 1998. Eine internationale Grenzkommission sprach Badme 2002 Eritrea zu, doch Äthiopien verweigerte jahrelang die Umsetzung dieses Beschlusses. Erst 2018 akzeptierte Addis Abeba den Schiedsspruch vollständig, doch die endgültige Markierung der Grenze ist bis 2025 noch nicht überall abgeschlossen.
- Zugang zum Meer: Mit der eritreischen Unabhängigkeit 1993 verlor Äthiopien seinen direkten Zugang zum Roten Meer. In den 1990er Jahren konnte es zwar weiterhin die eritreischen Häfen Assab und Massawa nutzen, doch nach Ausbruch des Grenzkriegs 1998 war Äthiopien gezwungen, seinen gesamten Außenhandel über Dschibuti abzuwickeln. Die Hafenfrage blieb lange ein strategisches Thema im Hintergrund der Beziehungen. 2018 einigten sich beide Länder darauf, Eritreas Häfen gemeinsam zu entwickeln und Äthiopien wieder Zugang zu gewähren.
- Sicherheitsfragen und Unterstützung von Aufständischen: Während der jahrzehntelangen Konfrontation beschuldigten sich beide Regierungen, die jeweils gegnerische Seite destabilisieren zu wollen. Eritrea warf Äthiopien vor, einen Regimewechsel in Asmara anzustreben und eritreische Oppositionsgruppen zu unterstützen. Umgekehrt sanktionierte der UN-Sicherheitsrat 2009 Eritrea wegen des Vorwurfs, es finanziere und bewaffne aufständische Gruppen in Nachbarstaaten (insbesondere die somalische Al-Shabaab-Miliz) und untergrabe die regionale Stabilität.[14]

## Kulturbeziehungen
Trotz der politischen Spannungen verbinden Äthiopien und Eritrea enge kulturelle und historische Bande. Beide Nationen teilen das Erbe des antiken Aksum-Reichs, das im 4. Jahrhundert das Christentum als Staatsreligion einführte. Auf diese gemeinsame Wurzel gehen die äthiopisch-orthodoxe und die eritreisch-orthodoxe Tewahedo-Kirche zurück. Ebenso bestehen enge sprachliche und ethnische Verbindungen: Die in Eritrea dominierende Volksgruppe der Tigrinya ist mit den Tigray in Äthiopien eng verwandt, und die Tigrinya-Sprache wird beiderseits der Grenze gesprochen. Insgesamt weisen die gesellschaftlichen Strukturen beider Länder viele Ähnlichkeiten auf (etwa in Musik, Tanz, Küche). Die kulturellen und familiären Verflechtungen zwischen beiden Nationen wurden durch Krieg und Abgrenzung zeitweise stark beeinträchtigt. Hunderttausende Menschen mit eritreischen Wurzeln lebten vor 1998 in Äthiopien und wurden während des Grenzkriegs ausgewiesen; umgekehrt flohen viele Äthiopier vor den Kämpfen nach Eritrea. Erst mit der Friedensschließung von 2018 konnten zerrissene Familien und Gemeinschaften wieder zueinanderfinden.